# Maleńkij robot

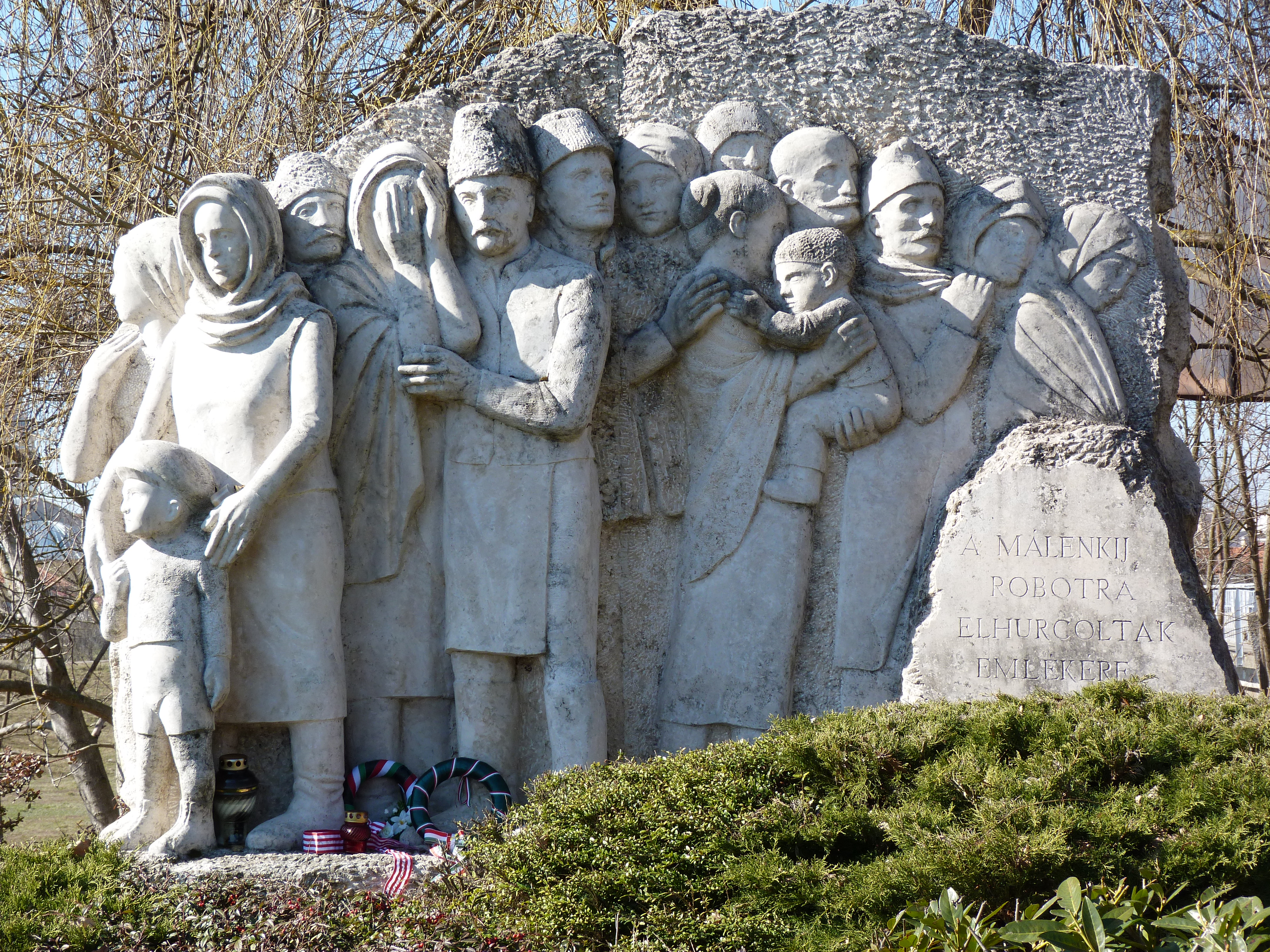
Pomnik Węgrów deportowanych w ramach akcji Maleńkij robot w Vásárosnamény

Maleńkij robot (węg. málenkij robot, ros. маленький робот) – przyjęta na Węgrzech nazwa przymusowej pracy Węgrów w Związku Radzieckim po zakończeniu II wojny światowej.
Żołnierze Armii Czerwonej, NKWD, NKGB i Smierszu cynicznie powtarzając te rosyjskie słowa lub obiecując kilkuminutowe wylegitymowanie albo za pomocą kłamstwa uprowadzali masy węgierskiej ludności cywilnej do sowieckich obozów. Przeprowadzana przez sowietów w Kotlinie Panońskiej akcja gromadzenia jeńców wpisuje się w szereg akcji odwetowych, czystek etnicznych i politycznych oraz pozyskiwania ludzi do przymusowej pracy. Na terenach zajętych przez Armię Czerwoną uzbrojeni czerwonoarmiści chwytali na ulicy i wywozili węgierskich cywilów do pracy przy uprzątaniu gruzów. Zgodnie z rozkazem Armii Czerwonej nr 0060 z dn. 22.12.1944 gromadzono i deportowano (w pierwszym rzędzie osoby o niemieckich nazwiskach) mężczyzn w wieku od 17 do 45 lat i kobiety od 18 do 30 lat.
Według legendy, w czasie takich akcji radzieccy żołnierze w celu uspokojenia cywilów powtarzali słowa „маленькая работа”, (czyt. maleńkaja rabota), czym próbowali zapewnić, że ich praca będzie potrzebna tylko przez krótki czas. Określenie „málenkij robot” stało się w języku węgierskim nazwą robót przymusowych wykonywanych w Związku Radzieckim. Na podstawie dokumentów zgromadzonych do 2002 r. i zeznań pozostałych przy życiu ofiar ustalono, że z 1862 miejscowości uprowadzono 101 686 mężczyzn i 29 212 kobiet, czyli ogółem 130 898 osób.
Maleńkij robot oznaczał ciężką fizyczną pracę przy uprzątaniu gruzów, w budownictwie i w kopalniach, do której brano zarówno mężczyzn jak i kobiety, którzy pracowali przymusowo nawet przez 5 lat w którymś z radzieckich okręgów przemysłowych. Ci, którzy zostali w ojczyźnie, tylko z rzadka dostawali wieści od uprowadzonych, z których co najmniej jedna trzecia zginęła. Po powrocie do kraju ofiary nie otrzymały od komunistycznego rządu żadnej pomocy i przez dziesięciolecia zmuszane były do milczenia. W okresie komunizmu był to temat tabu i zaczął być nagłaśniany dopiero w latach 90. XX w., a badanie szczegółów trwa do dziś.
Maleńkij robot to obok holokaustu węgierskich Żydów i klęski 2 Armii węgierskiej nad Donem jedna z trzech największych węgierskich tragedii w czasie II wojny światowej.

## Organizacja deportacji
...zgodnie z brzmieniem rozkazu nr 0060 zarządzam mobilizację wszystkich zdolnych do pracy osób pochodzenia niemieckiego. 1. Wszystkie osoby niemieckiego pochodzenia podlegają mobilizacji i powinny się zgłosić: mężczyźni w wieku od 17, a kobiety od 18 do 30 lat.  ...5. Wszyscy, którzy uchylają się od mobilizacji, podlegają odpowiedzialności według prawa wojennego - będą osądzeni przez sąd wojskowy. Surową karę poniosą również członkowie ich rodzin i wspólnicy.

Jako przesłankę przeprowadzanych przez sowietów deportacji należy wspomnieć projekty podlegającego pod Politbiuro zespołu, zajmującego się odszkodowaniami wojennymi. Były komisarz ludowy Jenő Varga już w 1922 r. wykorzystywał pokonanych przeciwników w obozach pracy typu sowieckiego.
Deportację z terenów zajętych przez sowietów regulował rozkaz 2 i 3 Frontu Ukraińskiego nr 0060 z 22.12.1944. Zgodnie z tym rozkazem mężczyzn niemieckiego pochodzenia w wieku 17-45 lat i kobiety niemieckiego pochodzenia w wieku 18-30 lat należało zgromadzić w ilości odpowiedniej dla danego obszaru. Sowieci najczęściej stwierdzali niemieckie pochodzenie na podstawie nazwiska, dlatego też nierzadkie było uprowadzanie Żydów mających niemieckie nazwiska. Tam, gdzie nie było wystarczającej ilości ludzi niemieckiego pochodzenia i z niemieckimi nazwiskami, tam uzupełniano stan Węgrami. Radzieccy strażnicy po prostu do kolumny jeńców wciągali przechodniów, najczęściej młodych i niewinnych mężczyzn. Brańców nie informowano o niczym oprócz tego, że trzeba będzie wykonać trochę pracy na terenach za frontem. Ludzi gromadzono najczęściej za pomocą groźby lub oszustwa (spisu, zebrania wiejskiego, żniw, projekcji filmowej lub po prostu pod pretekstem "niewielkiej pomocy"), w czym często pomagali węgierscy kolaboranci.
Sposób postępowania był najczęściej podobny. Mężczyźni, będący w wieku poborowym, musieli zgłaszać się do miejscowego dowództwa wojsk radzieckich, w celu uzyskania dokumentu tożsamości. Kierowano ich w odległe miejsca, a potem w kolumnach marszowych trafiali do obozów zbiorczych. Deportacje ludności cywilnej, z różną intensywnością, prowadzono na terenie całego kraju. Można jednak stwierdzić, że tam, skąd radzieckie oddziały szybko odeszły, deportacje były rzadkie. Trwały jednak do końca walk, a nawet jeszcze do końca maja 1945 r.

## Deportacja węgierskich Szwabów
Deportacja części węgierskich Niemców nastąpiła w ciągu kilku tygodni na przełomie 1944 i 45 r. W jej wyniku wywieziono ok. 32 tys. osób.

1. Wszystkich przebywających na terenach Rumunii, Jugosławii, Węgier, Bułgarii i Czechosłowacji zdolnych do pracy niemieckich mężczyzn w wieku 17 do 45 lat oraz zdolne do pracy niemieckie kobiety w wieku 18 do 30 lat należy internować i wysłać do pracy na terenie Związku Radzieckiego. Do internowania przeznaczeni są również Niemcy z niemieckim i węgierskim obywatelstwem oraz rumuńscy, jugosłowiańscy, bułgarscy i czechosłowaccy obywatele narodowości niemieckiej.
2. Kierownictwo akcji internowania powierzono NKWD. Jego zadaniem było wyznaczenie miejsc zbiórki, przyjmowanie internowanych, organizacja i realizacja transportów kolejowych. Internowanych transportowano do Związku Radzieckiego koleją. Częstotliwość transportów zależała od ilości Niemców w miejscach zbiórki.

Oddziały sowieckich sił wewnętrznych musiały dostarczyć i wysłać do Związku Radzieckiego przypadający na dany teren kontyngent internowanych. Jeśli nie udało się uzupełnić kontyngentu osobami niemieckiej narodowości, brano Węgrów najpierw o niemieckich, a potem i węgierskich nazwiskach.
Deportacje przebiegały w trzech etapach:

## Południowe Zadunaje
Na południowym Zadunaju (węg. Dunántúl) akcja internowania rozpoczęła się już w dniu wydania rozkazu 22.12.1944. Z położonej w komitacie Baranya miejscowości Babarc zabrano 84 osoby. 23 grudnia kolej padła na Magyartelek, 25 grudnia na Csikóstőttős, a potem jeszcze, również w czasie Bożego Narodzenia, internowano ludzi z wielu okolicznych osiedli. W Peczu i Siklósu rozkaz ogłoszono 26 grudnia, a w Palotabozsoku tego dnia rozpoczęto internowanie. W komitacie Baranya deportowano cywilów z 69 miejscowości, z których aż 49 leżało w dwóch powiatach (Siklós i Szentlőrinc), gdzie żyła nieliczna grupa osób pochodzenia niemieckiego i o niemieckich nazwiskach.
26.12.1945 r. wywieziono ludzi z miejscowości Lad w komitacie Somogy. Z Kiskeresztúr, Bőszénfá, Bonnya, Somogyszil i Gadács sowieccy żołnierze wywozili osoby przeznaczone do deportacji do końca grudnia.
W komitacie Tolna obóz zbiorczy utworzono w Szekszárdzie, gdzie "zmobilizowani" spędzali zwykle 10-14 dni ze względu na kontrolę stanu osobowego, rewizje, uwolnienia i oczekiwanie na nowe grupy, a następnie przekazywano ich do miasta Baja. Tutaj zwożono wszystkich internowanych z południowego Zadunaja, a następnie, w składach złożonych z bydlęcych wagonów, wywożono ich do Związku Radzieckiego.

## Wielka Nizina Węgierska, komitaty Heves i Nógrád
Druga fala deportacji, trwająca od 28.12.1944 do 15.01.1945, objęła komitaty Jász-Nagykun-Szolnok, Hajdú-Bihar, Heves, Nógrád, Bács-Kiskun oraz część przyłączonego do Rumunii komitatu Szatmár.
W przyłączonej do Rumunii części komitatu Szatmár (obecnie Satu Mare) Szwabów internowała uzbrojona policja z opaskami na ramionach wraz z rumuńskimi "gwardzistami" i transportowała ich do utworzonych w Carei (węg. Nagykároly), Satu Mare (węg. Szatmárnémeti), Ady Endre (węg. Érmindszent) i Sanislău (węg. Szaniszló) obozów zbiorczych.
30.12.1944 z Hajdúböszörmény, a 2.01.1945 z Nádudvar zabrano zgromadzonych ludzi do obozu zbiorczego utworzonego w zamku Semsey w Balmazújváros, skąd 13 stycznia wywieziono ich koleją. Do tego momentu przybyły tam również ofiary z Berettyóújfalu, Mikepércs i Derecske. Nawet w Balmazújváros zgromadzono ponad 500 osób pomimo tego, że czasie spisu ludności w 1941 r. nikt nie podał się za osobę pochodzenia niemieckiego ani języka niemieckiego jako ojczystego.
Na terenie komitatu Jász-Nagykun-Szolnok obóz zbiorczy był w Fegyvernekek, dokąd w pierwszych dniach stycznia 1945 r. przybyli oprócz miejscowych, wśród wielu innych, przeznaczeni do deportacji mieszkańcy Kenderes i Tiszabő, których 6 stycznia wywieziono na Ukrainę.
"Zmobilizowanych" z komitatu Pest i północnej części komitatu Jász-Nagykun-Szolnok zgromadzono w obozie utworzonym w Kál. Dowieziono tu uznanych za Niemców mieszkańców Jászárokszállás, Berkenyé, Iklad, Kismaros, Nagymaros i Zebegény. W ostatnim dniu grudnia z 25 miejscowości z południowej części komitatu Peszt przetransportowano do 3600 osób do obozu zbiorczego utworzonego w Ceglédbercel, np.: z Szigetszentmárton i Taksony. Trafiło do niego również 730 miejscowych mieszkańców.
W Kiskunhalas i Baja oraz przyłączonej do Jugosławii Suboticy (węg. Szabadka) również utworzono obozy zbiorcze, dokąd transportowano ludzi z północnej Baczki, m.in. z Gara, Bácsalmás, Bácsbokod i Katymár, z komitatu Békés - z Füzesgyarmat, Doboz, Gyoma, Békés i Békéscsaby oraz z Mezőtúr i Kisújszállás.

## Komitaty Peszt, Borsod i Szabolcs
W okresie od 14 do 31 stycznia 1945 r. przebiegała trzecia fala deportacji, która dotknęła okolice Budapesztu, teren obecnego komitatu Borsod-Abaúj-Zemplén oraz części komitatu Szabolcs. Z komitatu Peszt najwięcej ludzi wywieziono z nienależących wtedy do Budapesztu miejscowości Csepel, Pesthidegkút, Pestszenterzsébet, Pestszentlőrinc, Rákoscsabá, Sashalom i Újpest oraz Érd i Gyömrő.
W Miszkolcu urządzono obóz w budynku policji, do którego oprócz miejscowych trafili przeznaczeni do deportacji mieszkańcy Szirma, Diósgyőr, Edelény, Perkupa, Szőlősardó, Tornakápolná, Sajószentpéter, Kelemér, Serenyifalva (obecnie Serényfalva) i Ózd oraz z przyłączonego do Czechosłowacji Vámosbalog.
W Szerencse zgromadzono deportowanych z Ónod, Sajószöged, Tiszalúc, Tiszatardos, Tiszaladány, Csobaj i Báj.
25 stycznia 1945 r. z położonego wtedy jeszcze w komitacie Szabolcs Kenézlő uprowadzono 160 osób: 16-17 letnich chłopców i dziewczynki, 55 letnie kobiety i ojców rodzin 6-7-dzietnych rodzin, choć według obwieszczenia odbyło się to w prawidłowy sposób. Z Szendehely zabrano 120 mieszkańców - wszystkich zdolnych do pracy mężczyzn i kobiety, tak że we wsi zostali prawie sami starcy i dzieci.
Z Budapesztu po zakończeniu oblężenia deportowano około 100 tys. cywilów, przy czym podstawą tego nie był rozkaz 0060, dotyczący prac publicznych na terenach za frontem. Marszałek Malinowski w swoich meldunkach podawał liczbę 138 tys. jeńców, choć w rzeczywistości całkowita ilość niemieckich i węgierskich żołnierzy w otoczonym mieście wynosiła 79 000, z czego około połowy trafiło do niewoli. Brakującą ilość sowieci uzupełnili cywilami, łapiąc każdego, którego spotkali na ulicach, w fabrykach czy szpitalach.
Według współczesnych badań węgierskich do lata 1945 r. z prowincji deportowano do Związku Radzieckiego ok. 90 000 cywili. W okresie kilku tygodni po deportacji ilość skarg i próśb napływających do Jánosa Gyöngyösiego, ministra spraw zagranicznych tymczasowego Rządu Narodowego spowodowała, że Sojusznicza Komisja Kontroli wydała 18.03.1945 zarządzenie o spisie osób "wywiezionych przez Armię Czerwoną". Spis ten nie miał jednak nic wspólnego ze zwolnieniem deportowanych, bo wyraźnie tam powiedziano, że interwencje w sprawie ich odesłania będą podejmowane tylko wtedy, gdy członek rodziny będzie znał dokładny adres deportowanego w Związku Radzieckim, co nie było możliwe do spełnienia.

## Warunki uwięzienia
Na terytorium Węgier, określonym przez traktat w Trianon działo ponad 50 obozów zbiorczych, w których przebywało od 71 do 107 tysięcy aresztowanych. Większość z nich w pobliżu większych miast lub węzłów kolejowych, m.in. jeden z większych obozów istniał w Segedynie. W nich aresztowani otrzymywali przedsmak późniejszej niewoli, chociaż zamiast pracować, ćwiczyli tu dyscyplinę i oddawanie honorów. Po przybyciu następowało zorganizowane ograbianie więźniów. Obóz był przepełniony, prawie całkowicie brakowało ogrzewania i higieny, a wyżywienie było minimalne. Wszystko to prowadziło do szerzenia się chorób zakaźnych i ogromnej śmiertelności. Straty w trakcie wywózki tylko rosły.
Budowane równolegle wewnętrzny porządek i hierarchia były wszędzie jednakowe. Spośród więźniów wyznaczano wewnętrznego komendanta, a ze słowiańskich więźniów tworzono obozową, wewnętrzną policję. Zgromadzonych w obozie zbiorczym więźniów po kilku miesiącach deportowano dalej do Związku Radzieckiego. Z powodu złych warunków higienicznych, wśród mężczyzn o osłabionych organizmach, wybuchła epidemia tyfusu, wskutek czego wielu z nich umarło. Zmarłych pochowano na miejscowym cmentarzu w zbiorowym grobie. Niektórym z nich krewni wystawili osobne nagrobki, ale większość spoczywa jednak bezimiennie w masowym grobie.
Spośród tych, którzy dotarli do Związku Radzieckiego, wielu również umarło, a tylko niewielkiej ilości udało się uciec. Ludzie ci, do zmiany ustroju, nie mogli opowiadać o swoich przeżyciach.

## Ruś Zakarpacka

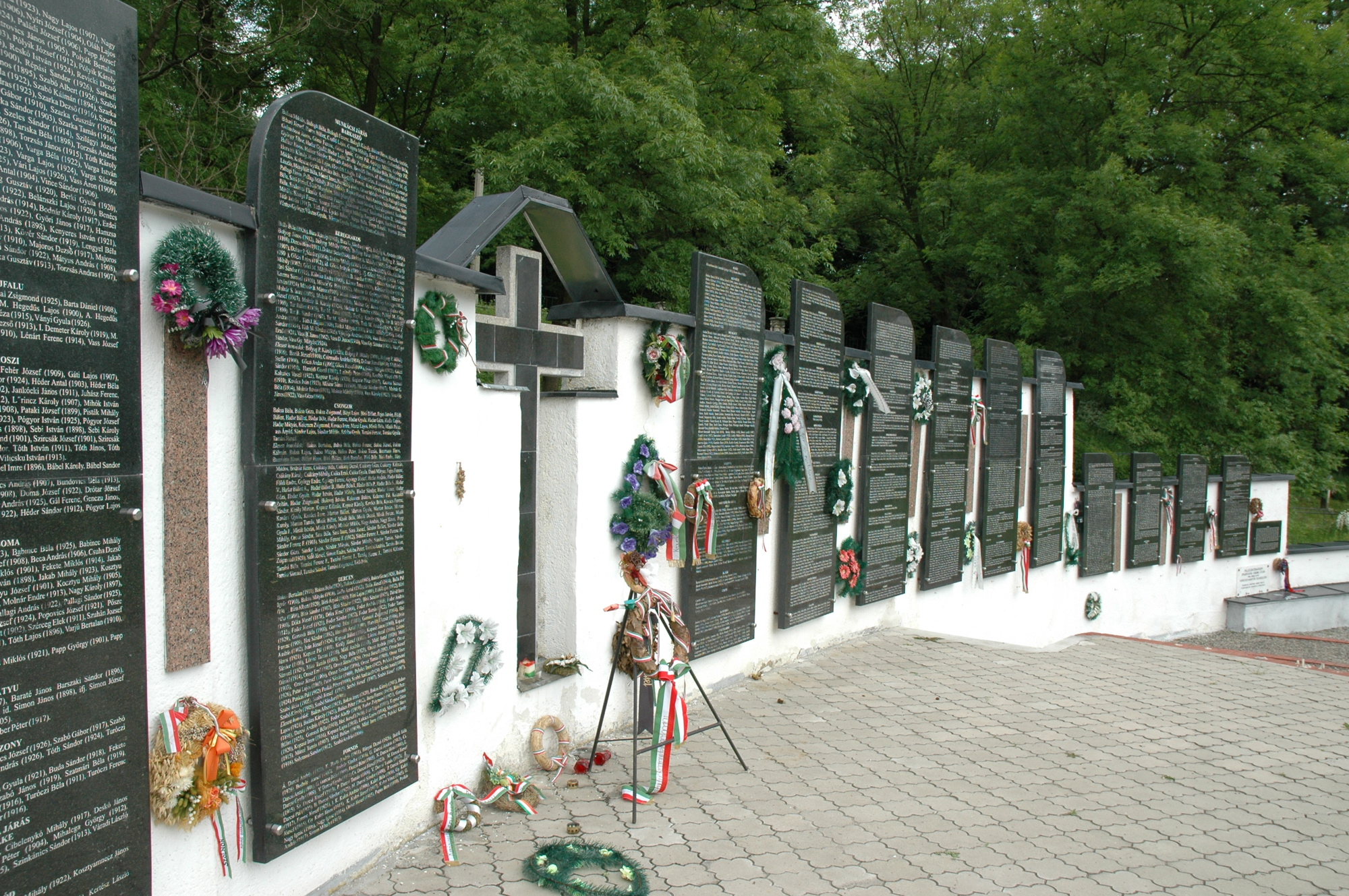
Pomnik ofiar akcji "Maleńkij robot" w Swalawie

Na Rusi Zakarpackiej i sąsiadujących z nią regionach Bodrogköz, Ung i Tiszahát, obok pozyskiwania siły roboczej, należy wziąć pod uwagę czystki etniczne.
W listopadzie 1944 r. na rozkaz Stalina oddziały sowieckie wezwały do trzydniowych prac publicznych (maleńkij robot) w ramach reparacji wojennych ponad 10 tys. cywilnych mieszkańców narodowości niemieckiej i węgierskiej z terenu określanego jako Ruś Zakarpacka oraz z położonych na terytorium Węgier potrianońskich powiatów Vásárosnamény i Fehérgyarmat. Zgłaszających się do pracy mężczyzn, zamiast na trzydniowe roboty publiczne, eskortowano pieszo do obozu zbiorczego w Swalawie, a potem stamtąd do gułagów, obozów pracy przymusowej w ZSRR. Wielu z nich powróciło, jednak większość nie dożyła starości. W systemie sowieckim mężczyźni ci byli uważani za przestępców wojennych, a o swojej sytuacji nie mogli opowiadać. Na początku lat 90. XX w. KMKSZ (Związek Kulturalny Węgrów na Rusi Zakarpackiej) zebrał w każdej wsi listy osób wywiezionych do obozów.
Dla uczczenia pamięci ofiar wybudowano Park Pamięci (Szolyvai Emlékpark) w pobliżu zbiorowej mogiły w byłym obozie w Swalawie.

## Literatura
- Málenykij robot
- Miklósi Károly: Málenkij robot, 1945-1947
- Miklósi Károly: Holocaust orosz módra (Holokaust na sposób rosyjski) ISBN 963-430-833-3

## Inne źródła
- Botlik József – Dupka György: Ez hát a hon… Tények, adatok, dokumentumok a kárpátaljai magyarság életéből 1918-1991 (To jednak ojczyzna... Fakty, dane, dokumenty z życia Węgrów na Rusi Zakarpackiej 1918-1991). – Budapest-Szeged, 1991.
- Botlik József – Dupka György: Magyarlakta települések ezredéve Kárpátalján. (Tysiąc lat osiedli zamieszkiwanych przez Węgrów na Rusi Zakarpackiej) – Ungvár-Budapest, 1993.
- Egyetlen bűnük magyarságuk volt. Emlékkönyv a sztálinizmus kárpátaljai áldozatairól (1944-1946). (Ich jedynym przestępstwem było bycie Węgrem. Wspomnienia o ofiarach stalinizmu na Rusi Zakarpackiej) Szerk.: Dupka György – Ungvár- Budapest, 1993.
- T. Molnár Gizella: “Маленький робот” (Привлечение к коллективной ответственности немецкого национального меньшинства Венгрии; принудительные работы в Советском Союзе). In: SLAVICA SZEGEDIENSIA V. köt. SZTE JGYTFK Orosz Nyelv és Irodalom Tanszék - Szlovák Nyelv és Irodalom Tanszék periodikája, Szeged, 2005. 205-214. p.
- Magyarország a második világháborúban. (Węgry w czasie II wojny światowej) Lexikon A-Zs. Főszerk.: Sipos Péter, szerk.: Ravasz István. Petit Real Kiadó, Bp., 1997.
- Stark Tamás: Magyar foglyok a Szovjetunióban. (Węgierscy jeńcy w Związku Radzieckim) Lucidus Kiadó, Bp., 2006. (Kisebbségkutatás Könyvek)
- Miklósi Károly: Málenkíj Robot 1945–1947
- Ercsey Gyula: Farkasok árnyékában. Kolozsváriak a Gulágon (W cieniu wilków. Mieszkańcy Kolozsváru w gułagu), Erdélyi Múzeum-Egyesület, Kolozsvár, 2006. (németül: Ercsey Gyula: Im Schatten der Wölfe. Klausenburger im GULAG, Novum Pro, Publishing Gmbh, Neckenmarkt, Österreich, 2012, ford. Peter Gschwendtner) Online hozzáférés
- Viktor Geiger (tłumacz Antonia Jullien), Viktor et Klára, Paris, L'Harmattan, 2015, 205p. (ISBN 978-2-343-06863-3). (francuski) Zobacz Internecie zasięgu